# الحمض النووي والكروموسوم
الحمض النووي الريبوزي منقوص الأكسجين (DNA) هو الحمض الذي يشكل الإنسان بشعره وعينيه ودهونه ودمه ونحو ذلك، حيث تحتوي كل خلية في جسد الإنسان على حمض نووي واحد، مما يجعل عدد الأحماض النووية في جسم الإنسان نحو 37.2 تريليون حمض، وهو رقم ضخم بلا شك.إذا أخذنا عينة من الحمض النووي وبدأنا بتفكيكها، فسنلاحظ أنها تتكون من النيوكليوتيدات، التي تتشكل بدورها من سكر ريبوزي منقوص الأكسجين، وفوسفات، وقاعدة نيتروجينية. أما القواعد النيتروجينية فتنقسم إلى أربعة أنواع كالتالي:
• الأدينين (A)
• الثايمين (T)
• السيتوزين (C)
• الجوانين (G)
في هذا السياق، هناك ما يستدعي المعرفة وهو الكروموسوم، فهل تعلم ما هو الكروموسوم؟ الكروموسوم هو DNA محمي بواسطة بروتينات تسمى هيستونات، ويكون الزوج الكروموسومي رقم 23 هو المسؤول عن تحديد الجنس، حيث يكون XY عند الذكور وXX عند الإناث. يبلغ مجموع أزواج الكروموسومات 23 مزدوجا، أي 46 كروموسومًا في الخلية الواحدة.لكن إذا كان الأمر كذلك، فكيف تتم عملية تشكّل الجنين؟ مبدئيًا، لنتخيل الأمر كفيلم متسلسل حتى يتضح، حيث يبدأ من ممارسة الرجل والمرأة، وعندها يحدث الانقسام الاختزالي للخلايا الجنسية، مما يؤدي إلى تقليل عدد الكروموسومات إلى النصف، ليكون في كل من الحيوان المنوي والبويضة 23 كروموسومًا.فإذا قام الحيوان المنوي الذي يحمل كروموسوم X بتخصيب البويضة، يكون الجنين أنثى (XX). وإذا قام الحيوان المنوي الذي يحمل كروموسوم Y بتخصيب البويضة، يكون الجنين ذكرًا (XY).وفي الأسابيع الأولى، تحدث الانقسامات الخلوية متتالية تشمل الطبقات الجرثومية الأساسية، لتشكيل الأعضاء والأنسجة.أما أسباب الطفرات الجينية، فهي تتعلق بخلل في أحد النيوكليوتيدات، أو بعوامل خارجية مثل الأشعة فوق البنفسجية والمواد الكيميائية التي تؤثر على استقرار الحمض النووي، إضافةً إلى أخطاء طبيعية أثناء انقسام الخلايا أو إصلاح الحمض النووي

1. ↑  Altibbi.com. "الحمض النووي الريبوزي منقوص الأكسجين (DNA)". الطبي (بar-US). Archived from the original on 2025-01-17. Retrieved 2025-06-05.{{استشهاد ويب}}:  صيانة الاستشهاد: لغة غير مدعومة (link)
2. ↑  "نجوى". www.nagwa.com. مؤرشف من الأصل في 2025-04-27. اطلع عليه بتاريخ 2025-06-05.